# Harsnasar Lerr
Harsnasar Lerr är ett berg i Armenien.   Det ligger i provinsen Vajots Dzor, i den södra delen av landet, 90 kilometer sydost om huvudstaden Jerevan. Toppen på Harsnasar Lerr är 2 756 meter över havet, eller 342 meter över den omgivande terrängen. Bredden vid basen är 5,9 km.
Terrängen runt Harsnasar Lerr är huvudsakligen kuperad, men åt nordväst är den bergig. Harsnasar Lerr är den högsta punkten i trakten. Närmaste större samhälle är Yeghegnadzor, 16,1 kilometer norr om Harsnasar Lerr. 
Trakten runt Harsnasar Lerr består i huvudsak av gräsmarker. Runt Harsnasar Lerr är det ganska glesbefolkat, med 34 invånare per kvadratkilometer.